# Atentado al Hotel Rey David
El atentado al Hotel Rey David fue un atentado terrorista a la sede de la Comandancia Militar del Mandato Británico de Palestina y de la División de Investigación Criminal de los británicos, ocurrió el 22 de julio de 1946 en Jerusalén. Fue perpetrado por el Irgún Tzvaí Leumí,  una organización terrorista sionista, causando 92 muertos (incluido un terrorista), 18 de los cuales eran judíos, después de que tropas británicas invadieran la Agencia Judía y más de 2500 judíos de todas partes del mandato fueran puestos bajo arresto durante la Operación Agatha.
El ala sur del Hotel Rey David de Jerusalén fue ocupada para albergar las instituciones centrales del régimen británico, incluyendo el cuartel general del ejército y el gobierno civil. Se construyeron nidos de ametralladoras en numerosos puntos. Soldados, policías y detectives mostraban una estrecha y constante vigilancia en el edificio que albergaba a los supremos gobernantes británicos 
del Mandato.
El Irgún sometió un plan para eliminar el edificio al mando unificado del Tnuat Hameri (movimiento común de la Haganá, el Irgún y el Lehi que, luego de la Segunda Guerra Mundial, tuvo como objetivo común la expulsión del régimen británico de Palestina y la independencia judía en dicho territorio mediante la lucha armada), el cual no lo aceptó, pero tampoco lo descartó, esgrimiendo que no era el momento adecuado.

## Los motivos
El 29 de junio de 1946, los británicos ocuparon las oficinas de la Agencia Judía, secuestrando importantes documentos secretos, información sobre operaciones de la agencia, que incluían actividades de inteligencia en países árabes y el listado de varios nombres de miembros del Haganá. Toda esa documentación fue llevada al Hotel Rey David. Casi al mismo tiempo, detuvieron a más de 2.500 judíos de toda Palestina (el llamado Sábado Negro). Estas fueron las razones que incentivaron al mando de Tnuat Hameri a aprobar el plan, cuyo objetivo principal era destruir aquellos documentos reveladores. Posteriormente tuvieron que revisar el plan y fijar los detalles.

## El plan
El plan indicaba que integrantes del Irgún entrarían con explosivos en botellas de leche que llevarían colgados un cartel que diría: Minas, no tocar. Luego, para alejar a los transeúntes del edificio, lanzarían un pequeño petardo inofensivo y ruidoso. Finalmente darían avisos telefónicos a tres oficinas elegidas previamente, advirtiendo a las autoridades que desalojen el edificio. Esta operación fue llamada MalonChik ya que fue la clave que utilizaron.

## La operación

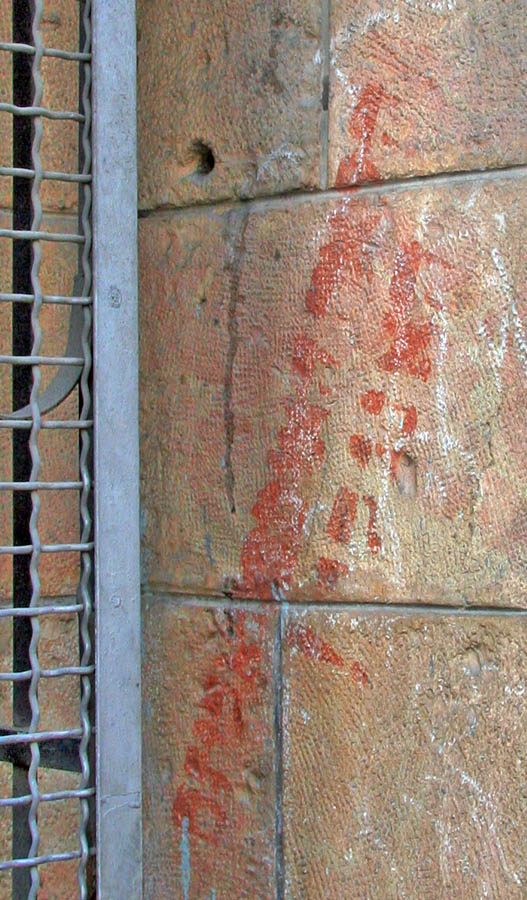
Grafiti que reza: «¡Fuera el imperialismo inglés!», preservado en una casa del vecindario HaBrochim en Jerusalén.

La operación se realizó el 22 de julio de 1946. El líder del comando entró en el hotel disfrazado con la túnica característica de los empleados sudaneses y colocó los explosivos en el sótano mientras un grupo lo cubría. Al salir del hotel, a las 12:00, Gideón gritó a la multitud: «¡Lárguense, el hotel está a punto de volar por los aires!».
Diez minutos después, Gideón llegó donde esperaba una telefonista, quien llamó al Hotel Rey David e informó a las autoridades de que habían sido colocados explosivos en el edificio y que no tardarían en estallar, advirtiendo que evacuaran todo el edificio para evitar víctimas civiles. Según afirma el Irgún, después la misma persona telefoneó a la oficina del Jerusalem Post para avisar sobre lo ocurrido. La tercera y última advertencia se hizo al Consulado Francés de la zona, aconsejando abrir las ventanas para prevenir los efectos de la explosión. Los funcionarios confirmaron después que habían recibido el aviso, por lo que acataron la advertencia, abrieron las ventanas y el edificio del consulado no sufrió daño alguno. Sin embargo, las autoridades británicas ignoraron las advertencias alegando: "No aceptamos órdenes de los judíos". Esta versión es negada por los británicos, que en la actualidad continúan asegurando que no recibieron el aviso, lo que motivó las quejas del embajador británico en Tel Aviv y del cónsul general de Jerusalén en la conmemoración del 60.º aniversario del atentado por la colocación de una placa que decía que sí se les avisó.
A las 12:37, casi media hora después de haber regulado el mecanismo disparador del reloj dentro de los tarros, estallaron las bombas. Repentinamente, se estremeció toda Jerusalén. Los tarros habían hecho explosión de acuerdo con el plan fijado, la fuerza del estallido superó todos los cálculos y destruyó los siete pisos, desde el subsuelo hasta el techo. Resultaron muertas 91 personas (28 británicos, 41 árabes, 17 judíos, 3 soviéticos, 1 griego y 1 egipcio) y heridas otras 45.
El Eshnab, órgano oficioso de la Haganá, publicó la declaración de un testigo que estaba en el hotel en el momento de la explosión, que dijo: «Cuando escuché el ruido producido por la explosión de advertencia, pensé que era mejor salir del hotel. Otros trataron de hacerlo, pero los soldados ingleses cerraron las salidas y dispararon en dirección a los que pretendían salir. Más tarde me enteré de que un oficial británico, al recibir el aviso de evacuación del hotel, había exclamado: no estamos aquí para recibir órdenes de los judíos. Somos nosotros quienes damos las órdenes».

## Consecuencias
Como consecuencia de este suceso, la Haganá detuvo temporalmente su cooperación con el Irgún. A su vez, este ataque fue uno de los factores que provocó la evacuación del personal británico de la región. Exmiembros y simpatizantes del Irgún han argumentado que los relatos históricos modernos en Israel están sesgados en su contra y a favor de grupos más establecidos como la Haganah. [38]
Después del atentado, el complejo hotelero permaneció en uso por los británicos hasta el 4 de mayo de 1948. Sirvió como cuartel general israelí desde el final de la guerra de Palestina de 1947-1949 hasta la Guerra de los Seis Días de 1967. Luego, los israelíes reabrieron el hotel para negocios comerciales. Recientemente, ha acogido a dignatarios y celebridades visitantes.

## Controversia sobre la conmemoración por el 60.º aniversario del suceso

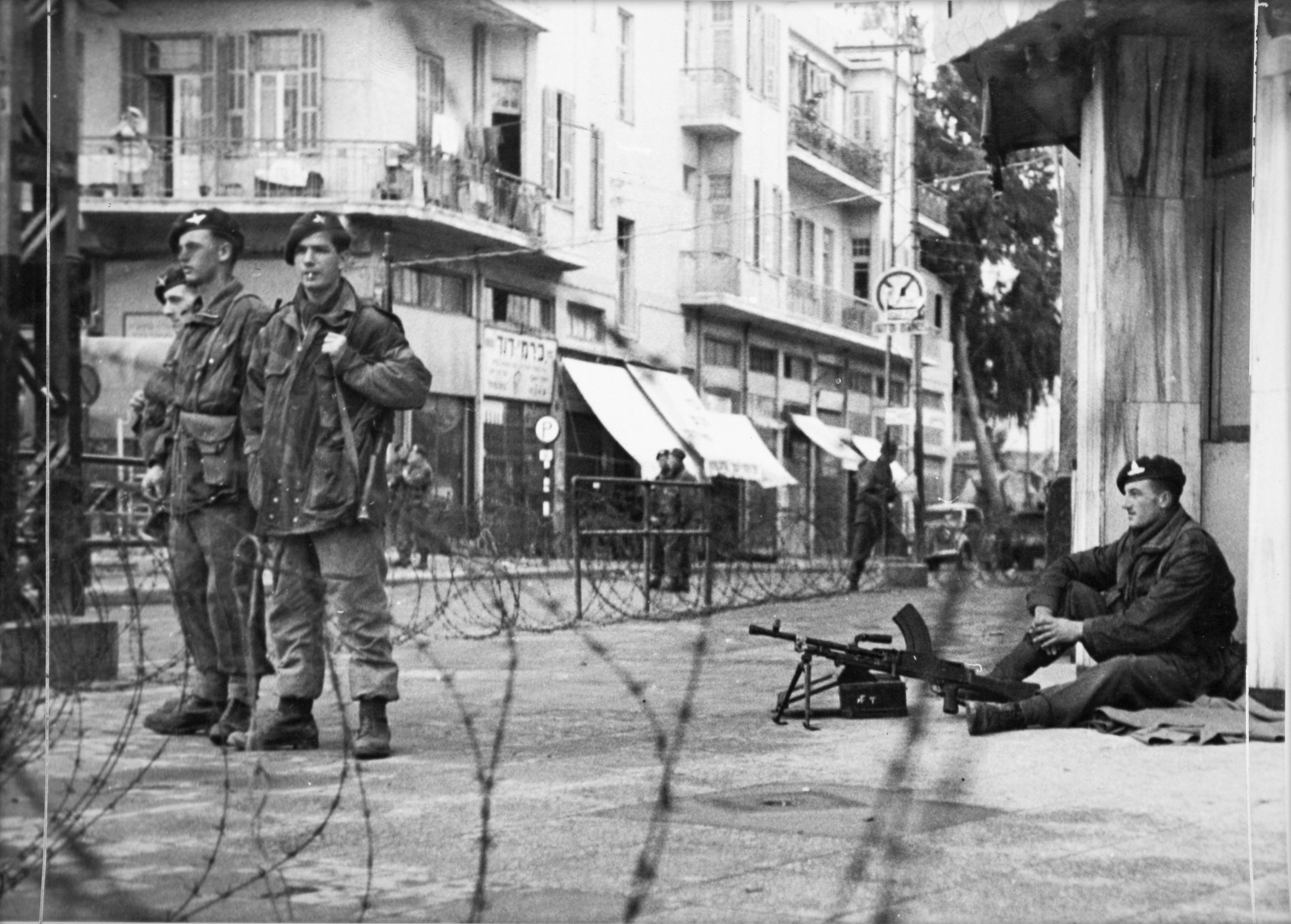
Paracaidistas ingleses patrullando Tel Aviv luego del atentado.

En julio de 2006, los israelíes, entre ellos el Primer ministro Benjamín Netanyahu y exmiembros del Irgún, asistieron a la celebración del 60.º aniversario del acontecimiento, que fue organizado por el Centro Menájem Beguín. El embajador británico en Israel y el cónsul general en Jerusalén presentaron protestas por la conmemoración. También protestaron contra una placa que sostiene que las personas murieron porque los británicos hicieron caso omiso de las llamadas de alerta. La placa dice "Por razones conocidas sólo por los británicos, el hotel no fue evacuado." La placa en cuestión dice, "Advertencias a través de llamadas telefónicas se hicieron al hotel, al The Palestine Post y al Consulado francés, instando a los ocupantes del hotel a salir de inmediato. El hotel no fue evacuado y 25 minutos después las bombas explotaron. Para el pesar del Irgún, 92 personas murieron." El número de muertos dado incluye a Avraham Abramovitz, uno de los dos miembros del Irgún que fueron muertos a balazos mientras escapaban después del ataque.